# Lichteneck (Gemeinde Munderfing)
Lichteneck ist ein Rotte der Gemeinde Munderfing in Oberösterreich (Bezirk Braunau am Inn). Die Ortschaft hat 28 Einwohner (Stand 1. Jänner 2024).

## Geographie
Lichteneck liegt im Süden der Gemeinde Munderfing bzw. im Südwesten der Katastralgemeinde Achenlohe. Vom Zentrum der Gemeinde erreicht man die Ortschaft über die nach Südosten führende Hauptstraße sowie die Braunauer Straße. Die Häuser der Ortschaft liegen beidseitig der Braunauer Straße. Benachbarte Ortschaften sind Achtal im Norden, Achenlohe im Westen, Baumgarten im Südwesten sowie Kolming und Parz im Süden. Östlich von Lichteneck liegt der Kobernaußer Wald.
Für Lichteneck wurden 2001 insgesamt 13 Gebäude gezählt, wobei 11 Gebäude über einen Hauptwohnsitz verfügten und 14 Wohnungen bzw. Haushalte bestanden. In der Ortschaft bestanden drei land- und forstwirtschaftliche Betriebsstätten sowie eine sonstige Arbeitsstätte.

## Geschichte und Bevölkerung
Der Ortsname Lichteneck leitet sich vom Lichten (=Schlägern) bzw. einem eckigen, waldfreien Gebiet ab. Die Ortschaft ist urkundlich erstmals 1363 als Lichtnegk genannt. Im 18. Jahrhundert bestand die Ortschaft aus sechs Gebäuden. Dem Schneiderhäusl, heute ein Fuhrwerksunternehmen (Lichteneck 2), dem Schmidlgut, früher Schoberdofferlpoint oder Schoberndoferlpoint (Lichteneck 3), dem Gotthard-Gut, früher Gotthartenpoint oder Gotthardenpoint (Lichteneck 4), dem Maurer-Gut, früher auch Maurerpoint oder Maurersölden (Lichteneck 5) und dem Ponthans, früher Martlpoint oder Mörtlpoint (Lichteneck 6). Das Schusterhäusl gegenüber dem heutigen Haus Lichteneck 11 existiert hingegen nicht mehr.
Im Jahr 1869 lebten in Lichteneck 33 Menschen in sechs Häusern. Bis zum Jahr 1910 sank die Einwohnerzahl leicht, wobei in diesem Jahr 31 Einwohner in sieben Häusern gezählt wurden. Alle Einwohner der Ortschaft waren hierbei katholischen Glaubens.